# Apalachicola National Forest

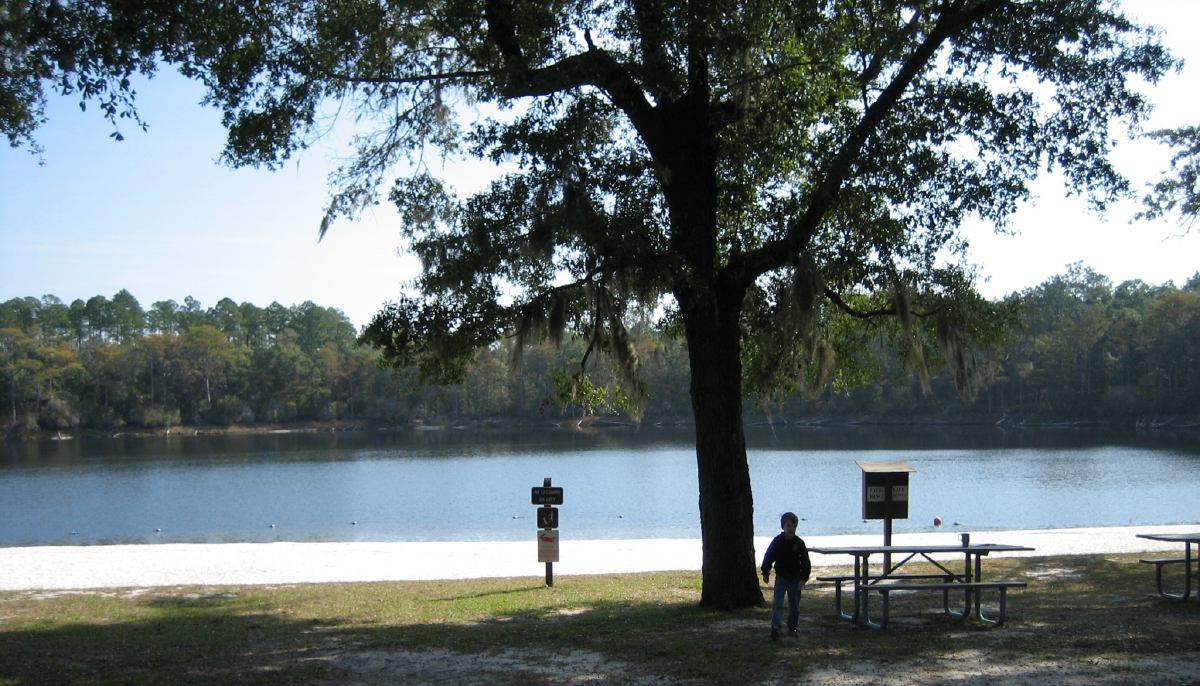
Silver Lake Recreation Area im Apalachicola National Forest

Der Apalachicola National Forest ist ein Nationalforst im Nordwesten des US-Bundesstaates Florida, im Florida Panhandle, südwestlich von Tallahassee. Der 1936, größte in Florida ausgewiesene Forst erstreckt sich auf einer Fläche von 2311 km². Der Apalachicola National Forest wird vom United States Forest Service verwaltet.
Durch den Wald fließen die zwei Flüsse Ochlockonee River und der Sopchoppy River, die Teil des Florida National Scenic Trail sind. Der Trail wird vom National Trails System verwaltet.
Der Nationalforst erstreckt sich über die Countys von Bay, Franklin, Leon, Liberty und Wakulla und wurde benannt nach dem Volk der Apalachicola, ein mit den Muskogee verwandter Stamm nordamerikanischer Indianer.

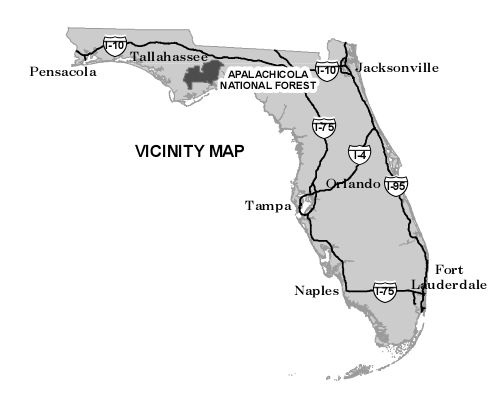
Lage des Apalachicola National Forest in Florida